# Lenggang
Lenggang is een bestuurslaag in het regentschap Belitung Timur van de provincie Bangka-Belitung, Indonesië. Lenggang telt 3690 inwoners (volkstelling 2010).